# Armorial des familles du Gévaudan
L'Armorial des familles du Gévaudan présente les armoiries des familles de la province du Gévaudan, classées par ordre alphabétique, sans tenir compte de la chronologie.
Les comtés, baronnies, et les douze principales seigneuries ou gentilhommières de la province, sont détaillés dans l'Armorial du Gévaudan.

## Familles du Gévaudan
- Haut – A
- B
- C
- D
- E
- F
- G
- H
- I
- J
- K
- L
- M
- N
- O
- P
- Q
- R
- S
- T
- U
- V
- W
- X
- Y
- Z

### A
| Blason | Nom de la famille, blasonnement et devise |
| ------ | --- |
|        | Agrain D'azur, au chef d'or. |
|        | Agulhac De gueules, à deux épées d'argent en sautoir la pointe en haut ; au chef cousu d'azur, chargé de trois étoiles d'or.                                 |
|        | Alaman D'or, à l'aigle éployée de sable, armée de gueules.                                                                                                   |
|        | Albignac D'azur, à trois pommes de pin d'or, 2 et 1 ; au chef de même. - Devise : « Nihil in me, nisi valor »                                                |
|        | Aldin De gueules, au paon rouant d'or passant sur une pelouse de sinople ; au chef d'azur soutenu d'un arc-boutant d'or, et chargé de trois étoiles de même. |
|        | Altier D'argent, au chef d'azur. |
|        | Amanzé De gueules, à trois coquilles d'or posées 2 et 1. |
|        | Amargier D'or, à la croix de gueules, accompagnée en chef de deux sautoirs alésés de même, et chargée, en pointe, d'un croissant d'argent.                   |
|        | Amblard D'argent, au lion de gueules, à la fasce d'azur brochant sur le tout, chargée de trois roses d'argent.                                               |

### B
| Blason | Nom de la famille, blasonnement et devise |
| ------ | --- |
|        | La Bastide D'azur, à une tour d'argent maçonnée de sable. |
|        | Bazalgette Parti : au 1 d'argent à la fasce de gueules, chargée de trois croissants du champ, accompagnée en chef d'un étendard de gueules semé de croissants d'or mis en bande, et en pointe de trois merlettes de sable en abîme ; au 2 d'or au lion de gueules armé et lampassé de sinople, couronné d'argent, tenant de la patte dextre un sabre de même garni d'or. |
|        | Belvezet De gueules, au lion d'or. |
|        | Blanquet du Mont D'azur, au chevron d'argent, accompagné de trois étoiles de même. |
|        | Blau ou Blavi D'azur, à la fasce d'argent. Alias de gueules, au lion d'argent. |
|        | Bonicel de L'Hermet D'argent, à trois mains droites levées et appaumées de gueules, posées 2 et 1 ; au chef de gueules, chargé de trois cœurs d'or en fasce. |
|        | Borne d'Altier D'or, à l'ours rampant de sable, écartelé avec les armes d'Altier, qui sont d'argent au chef d'azur. |
|        | Borrel D'azur, au chevron d'or surmonté de trois étoiles de même ; au chef burelé d'argent. |
|        | Boucharenc D'azur, au chevron d'or surmonté d'un croissant d'argent. Alias d'argent, à un chevron d'azur chargé de trois croissants d'argent ; écartelé d'azur à trois étoiles d'or 2 et 1. |
|        | Boucharenc de Buffeyrettes D'azur, à la bande fuselée d'or. |
|        | Bressolles D'azur, à la fasce exhaussée d'argent. |
|        | Brugeyron D'azur, à la bande d'or, chargée de trois clochettes de sable posées dans le sens de la bande. |
|        | Brun D'or, au chevron d'azur chargé de deux lions affrontés d'argent et accompagné de trois tourteaux d'azur. |
|        | Brun de Montesquieu De gueules au cœur d'argent accompagné de trois croissants de même., Alias écartelé ; aux 2 et 3 échiqueté d'argent et de gueules, qui est de Montesquieu. |
|        | Brun de Villeret D'azur, à une tour d'argent, maçonnée de sable, surmontée d'une étoile d'or, accostée de deux croissants d'argent. |
|        | Buisson D'or, à la rose de gueules, pointée, tigée, et feuillée de sinople, accostée en chef de deux molettes de sable et soutenue d'une pareille ; au chef d'azur chargé d'un croissant d'argent entre deux étoiles de même. |

### C
| Blason | Nom de la famille, blasonnement et devise |
| ------ | --- |
|        | Cabrières De gueules, à une chèvre rampante d'or. |
|        | Cardaillac De gueules, au lion armé, lampassé et couronné d'or, à l'orle de treize besants de même. |
|        | Caylus D'or, au léopard lionné de gueules, accompagné de seize étoiles de même. |
|        | Cayres D'azur, à trois colombes essorantes d'argent, 2 et 1, tenant chacune, en son bec, un rameau d'olivier de sinople. |
|        | Chabalier D'azur à un sanglier passant d'argent, défendu de gueules ; au chef d'argent chargé d'une tour de gueules crénelée et ajourée, la porte ouverte d'azur au ruisseau naissant de cette porte du même. Alias d'argent au sanglier rampant de gueules, enclos dans un trescheur fleurdelysé de huit pièces du même,. - Devise : « Cui me insequitur, adsum » |
|        | Chalabrueysse de Galimard Parti : au 1 d'argent, au chevron de gueules, chargé de trois fleurs de lys d'or ; au 2 d'azur au lion d'or, couronné de même, lampassé et armé de gueules. |
|        | Chanaleilles D'or, à trois lévriers de sable, colletés d'argent, courant l'un sur l'autre. - Devise : « Fideliter et alacriter » |
|        | Chapelain D'argent, au lévrier rampant de sable ; au chef d'azur. |
|        | Chaptal De gueules, à la tour d'or maçonnée de sable, accompagnée de quatre étoiles d'or posées en pal, deux à dextre, deux à senestre. |
|        | Chastel De gueules, à la tour d'argent, maçonnée et donjonnée de sable, surmontée d'un croissant d'argent. (alias) De gueules, à la tour d'argent, maçonnée et donjonnée de sable, sommée d'un croissant d'argent. |
|        | Chavagnac D'argent, à l'aigle éployée de sable, bécquée et membrée de gueules. |
|        | Colombet D'azur, à la colombe d'argent onglée et becquée de gueules. Alias à la colombe d'argent tenant en son bec un rameau d'olivier de même, surmontée, en chef, de trois étoiles d'argent. |
|        | Combres De sinople, au chevron d'or, accompagné de trois étoiles de même. |
|        | Cubières De gueules, à l'étoile d'or, parti d'azur, au griffon d'or, compassé et viléné d'argent. |

### D
| Blason | Nom de la famille, blasonnement et devise                                                                                |
| ------ | --- |
|        | Dienne D'azur, au chevron d'or, accompagné de trois croissants d'argent.                                                 |
|        | Dorette D'azur, au croissant d'argent, versé en abîme, accompagné de huit étoiles d'argent en orle.                      |
|        | Dumas de Cultures D'azur, au chevron d'argent, accompagné de deux étoiles en chef, et d'un croissant de même, en pointe. |

### E
| Blason | Nom de la famille, blasonnement et devise |
| ------ | --- |
|        | Espinchal D'azur, au griffon d'or, accompagné de trois épis de blé de même, posés en pal, deux en chef et un en pointe. (SIC) D'azur, à un grifon d'or rampant, acompagné de trois épis de bled de même, posés en pal, 2 en chef et l'autre à la pointe de l'écu. |

### F
| Blason | Nom de la famille, blasonnement et devise |
| ------ | --- |
|        | Fages D'or, à la montagne de trois coupeaux de gueules, surmontée d'une colombe d'argent, tenant en son bec un rameau d'olivier de sinople, au chef d'azur, chargé de trois fleurs de lys d'or.                                                                             |
|        | Falcon D'azur, au faucon d'argent chaperonné de gueules, perché sur un tronc d'arbre d'or, et accompagné, en chef, de trois tiercefeuilles de même rangées en fasce. |
|        | Falcon de Longevialle D'azur, au faucon d'or. |
|        | Fayet D'azur, à une fasce de sable, bordée d'or, chargée d'une coquille d'argent accostée de deux étoiles d'or, accompagnée en chef d'une levrette courante d'argent ayant un collier de gueules bordé et bouclé d'or, et en pointe de trois losanges d'or rangés en fasce. |
|        | Florit D'azur, à une oie d'argent accostant un lys tigé et feuillé de même ; au chef cousu de gueules, chargé d'un casque d'argent posé de profil. |
|        | Folhaquier D'argent, à deux fasces de sinople ; au chef de gueules chargé de trois étoiles d'or. |
|        | Fontanes De gueules, au chevron d'or bordé d'azur, chargé d'un croissant d'azur, au chef d'or chargé de trois molettes de gueules. |
|        | Fontunie D'azur, à une fontaine à cinq tuyaux d'argent. |
|        | Framond ou Faramond De gueules, au lion d'or armé et lampassé de même ; au chef cousu d'azur, chargé de trois étoiles d'or. Alias parti ; au 1, d'argent à six cotices de gueules (qui est de Lapanouse). - Devise : « Force et clémence »                                  |
|        | Fumel D'or, à trois flammes de gueules 2 et 1 ; au chef d'azur chargé de trois étoiles d'or. |
|        | Fustier D'or à trois figues pendantes d'azur feuillées de sinople posées 2 et 1., |

### G
| Blason | Nom de la famille, blasonnement et devise |
| ------ | --- |
|        | La Garde D'azur, au chef d'argent. |
|        | Gayffier D'azur, muraillé de six carreaux, remplis de six alérions d'or, et posés 3, 2 et 1 ; au chef d'argent, bordé de gueules, chargé d'un lion issant de même, alias au naturel.                                                 |
|        | Ginestous Écartelé : aux 1 et 4 d'or, au lion rampant de gueules, armé et lampassé de sable ; aux 2 et 3 d'argent à trois fasces, crénelées de cinq pièces, de gueules., - Devises : « Nec vi nec metu » – « Stabit atque florebit » |
|        | Girard D'azur, à la tour d'argent, à trois donjons, maçonnée de sable ; au chef cousu de gueules chargé d'une étoile d'or, accostée à droite d'un lion naissant d'or, à gauche d'un croissant renversé d'argent.                     |
|        | Grimoard De gueules, au chef émanché d'or de quatre pièces. |

### H
| Blason | Nom de la famille, blasonnement et devise |
| ------ | ----------------------------------------- |
|        | Hérail D'or, au chêne de sinople.         |

### I
| Blason | Nom de la famille, blasonnement et devise                                                                                      |
| ------ | --- |
|        | Illaire D'argent, à l'aubépin tigé et feuillé de sinople ; au chef d'azur, chargé d'un lion passant d'or, lampassé de gueules. |
|        | Isarn D'azur, à la fasce d'or, accompagnée de trois besants de même en chef, et d'un croissant de même en pointe.              |

### J
| Blason | Nom de la famille, blasonnement et devise                                                                                             |
| ------ | --- |
|        | Jacquemont du Mouchet D'azur, au mont de six coupeaux d'argent mouvant de la pointe ; au chef de même chargé de trois étoiles d'azur. |

### L
| Blason | Nom de la famille, blasonnement et devise |
| ------ | --- |
|        | Lahondès de La Borie D'azur, au chevron d'argent, accompagné de trois étoiles d'or en chef et d'un rosier de même en pointe.                                                                                          |
|        | Laporte de Belviala D'or, à la porte de sable ; au chef d'azur, chargé d'une croix pattée d'or, accostée de deux étoiles d'argent.                                                                                    |
|        | Lastic De gueules à la fasce d'argent. |
|        | Lauberge De gueules, à deux besants d'argent, accompagnés de trois roses de même, deux en chef, une en pointe. |
|        | Launay D'hermine au chef de France ; sur le tout d'or au lion couronné de gueules. |
|        | Léotoing Écartelé : aux 1 et 4 de sable, à trois fasces d'or ; aux 2 et 3 échiqueté d'argent et d'azur, au chef de gueules. de sable à trois fasces d'or.                                                             |
|        | Lescure De gueules, au lion rampant d'argent, entouré de sept besants de même en orle. Alias huit besants. |
|        | Lombard De gueules, au lion d'or, au chef de même. Alias écartelé ; aux 2 et 3 d'azur au chevron d'argent, accompagné en chef d'une étoile et en pointe d'un croissant surmonté d'une colombe, le tout du même métal. |

### M
| Blason             | Nom de la famille, blasonnement et devise |
| ------------------ | --- |
|                    | Maillan D'or, à l'aigle éployée de sable armée de gueules ; écartelé d'azur, à trois molettes d'éperon d'or, et un maillet de même en cœur.                                                                                                  |
|                    | Malbec De sinople, au cerf passant d'or, à la bordure de même. Alias écartelé ; aux 2 et 3 d'azur au lion d'or. |
|                    | Malbosc de Miral D'azur, à trois chevrons d'argent (Malbosc) ; parti de gueules, à une chèvre rampante d'or (Cabrières-Miral). d'azur à trois chevrons d'argent.                                                                             |
|                    | Malgoire D'azur, à la bande d'or, chargée de trois étoiles de gueules. Alias au chevron d'or, accompagné de deux roses en chef, et d'un lion grimpant en pointe, le tout du même métal.                                                      |
|                    | Mercier Écartelé : aux 1 et 4 d'argent, au palmier de sinople, chargé d'une colombe d'argent ; aux 2 et 3 d'azur, au lion d'or, armé et lampassé de gueules ; sur le tout d'or, à deux hures de sanglier illuminées et éclairées de gueules. |
|                    | Merle D'argent, à six merlettes de sable : 3, 2 et 1. |
|                    | Meyronne D'or, à l'aigle éployée d'azur. |
|                    | Michel D'azur, au rocher d'argent, surmonté en chef, de deux étoiles de même. |
|                    | Molen D'azur, à trois sautoirs d'or, 2 et 1. |
|                    | Montclar D'azur à trois losange d'or posées en pal. |
| Blason Montferrand | Montferrand D'or à trois chevrons de sable, au chef d'azur sommé de trois fers de lance d'argent. |
|                    | Montjésieu D'azur, à trois annelets d'or, posés 2 et 1. |
|                    | Montpeyroux D'azur, à trois tours crénelées d'or. |
|                    | Moré De gueules à trois bandes d'or, au franc-canton d'hermine. |
|                    | Mostuéjouls De gueules, à la croix fleurdelisée d'or, cantonnée de quatre billettes de même. |

### N
| Blason | Nom de la famille, blasonnement et devise |
| ------ | --- |
|        | Narbonne de Talairan D'azur, au lion d'argent, armé et lampassé de gueules ; au chef cousu de gueules, chargé de trois étoiles d'or ; écartelé d'or à trois chevrons de sable. |
|        | Nogaret D'argent, au noyer de sinople, terrassé de même. |

### P
| Blason                             | Nom de la famille, blasonnement et devise |
| ---------------------------------- | --- |
|                                    | La Panouse D'argent, à six cotices de gueules. |
|                                    | Pélamourgue De gueules, au lion rampant d'or. |
|                                    | Pelet de Salgas Parti ; au 1 d'azur, à trois chevrons d'or, accompagnés de trois étoiles d'or 2 et 1, au chef cousu de gueules (qui est de La Mare de Salgas) ; au 2 d'azur, à deux épées passées en sautoir d'argent, les pointes en haut, les gardes et poignées d'or (qui est de Planque) ; sur le tout un écu d'argent, au chef de sable, à la bordure de gueules (qui est de Pelet). |
|                                    | Pépin D'or, à un aubépin de sinople ; écartelé de gueules à la tour d'argent. |
|                                    | Peyrebesses De sinople, à deux flambeaux d'argent allumés et posés sur un chandelier de même ; parti de gueules à la tour crénelée d'argent, maçonnée de sable, avec une colombe d'argent tenant un pied sur la tour et l'autre sur une branche de sinople mise en pal. |
|                                    | Pierre de Bernis D'azur à la bande d'or, accompagnée en chef d'un lion passant de même, armé et lampassé de gueules. Alias écartelé ; aux 2 et 3 fascé d'or et de sable à six besants d'argent posés 3, 2 et 1, au chef d'argent chargé d'un sanglier de sable passant sur des flammes de gueules (de Calvière).                                                                          |
|                                    | Ponsonnailles D'azur, à trois cloches d'argent bataillées de sable. - Devise : « Tres idem sonant » |
| Blason Famille du Pont de Ligonnes | du Pont de Ligonnès De gueules, au heaume d'or, accompagné de trois étoiles d'argent, deux en chef, une en pointe. Alias d'azur à un casque d'argent, accompagné de trois étoiles d'or, 2 et 1. |

### R
| Blason | Nom de la famille, blasonnement et devise |
| ------ | --- |
|        | Reversat D'azur, au chevron d'or chargé de trois roses de gueules, accompagné de trois lions grimpants d'or, deux en chef, un en pointe. |
|        | Rigal Parti : au 1, d'azur à la fasce d'or chargée d'une canette (alias : merlette) de sable membrée et becquée de gueules ; au 2, les armes de la maison d'Apchier., |
|        | Rivière de Corsac D'azur, au cygne d'argent, à une épée de même passant [en bande] au-dessous du col, et, en chef, un croissant d'argent entre deux étoiles d'or. Alias écartelé ; aux 2 et 3 d'azur, à la bande d'or chargée de deux étoiles de gueules, accompagnée en chef d'un lion d'or la tête couronnée (de Corsac ancien) ; sur le tout, d'argent à la fasce cantonnée de gueules (de Woodwill). |
|        | Rocheblave D'azur à trois rocs d'échiquer d'or. |
|        | La Rochefoucauld Burelé d'argent et d'azur, à trois chevrons de gueules, celui du chef écimé, brochant sur le tout. Alias écartelé d'or à trois pals de vair (Langeac). |
|        | Comtes de Rodez De gueules au léopard lionné d'or. |
|        | Roquefeuil de Padiès D'azur, à trois cordelières [d'or] passées en sautoir, 2 et 1. |
|        | Rotquier de La Valette D'argent, au mont de dix coupeaux de sable, posés 4, 3, 2 et 1 ; au chef d'azur chargé de trois étoiles d'or. |
|        | La Roue Fascé d'or et d'azur de six pièces. Alias d'azur à trois croissants mis en bande ; parfois disposés 2 et 1. |

### S
| Blason | Nom de la famille, blasonnement et devise |
| ------ | --- |
|        | Sabatier D'azur, à trois coquilles d'or, posées 2 et 1, et un croissant de même en cœur.                                                                  |
|        | Sanhard D'azur, au sautoir d'or. |
|        | Sarrazin D'or à trois têtes de Maure de sable tortillées d'argent. Alias à trois faces humaines de gueules posées 2 et 1. - Devise : « Præmium Victoriæ » |
|        | Sauvage D'azur, au sauvage de carnation, ceint et couronné de feuilles de sinople, tenant en sa main droite une hallebarde de même mise en pal.           |
|        | Sinzelles D'argent, à un frêne de sinople sur une terrasse de même, surmonté de trois têtes de reine au naturel, couronnées d'or, rangées en chef.        |

### T
| Blason | Nom de la famille, blasonnement et devise |
| ------ | --- |
|        | Tailhac Écartelé : aux 1 et 4 d'or, au lion fascé de gueules et de vair (Tailhac) ; aux 2 et 3 d'azur au chef d'argent (de la Margeride). |
|        | Thiers De gueules, à la bande d'or, chargée de trois coquilles de sable. |
|        | La Tour de Clamouse D'azur, à la tour d'argent maçonnée de sable. Alias de gueules, à trois tours d'or 1 et 2 en chef, et trois rocs d'échiquier de même 2 et 1 en pointe.                                                                                          |
|        | La Tour du Pin Écartelé : aux 1 et 4 d'azur à la tour d'argent, au chef cousu de gueules chargé de trois casques tarés de profil ; aux 2 et 3 d'or, au dauphin d'azur. d'azur à la tour d'argent, au chef cousu de gueules chargé de trois casques tarés de profil. |
|        | Tournemire D'or, à trois bandes de sable, au franc-canton d'hermine ; à la bordure de gueules, chargée de onze besants d'or., |
|        | Trémuéjouls De gueules à la fasce d'hermine. |
|        | Troupel Écartelé : aux 1 et 4 de sable, au lion d'or armé et lampassé de gueules, à la bordure dentelée d'argent ; aux 2 et 3 d'azur, au cor de chasse d'argent lié d'or, accompagné de trois molettes de même.                                                     |

### V
| Blason | Nom de la famille, blasonnement et devise |
| ------ | --- |
|        | La Vaissière D'azur, au coudrier d'or, à la bande de gueules brochant sur le tout. |
|        | Valette des Hermaux D'azur, à un chevron d'or, accompagné, en chef, de deux losanges de même, et, en pointe, d'un losange et d'une rose de même.                                          |
|        | Verdelhan Écartelé : au 1, de sable à une étoile d'argent ; au 2, d'azur à trois coquilles d'or, 2 et 1 ; au 3, d'azur au lion d'or ; au 4, de gueules à six besants d'argent, 3, 2 et 1. |
|        | Vergèses D'azur, au lévrier courant d'argent, colleté de gueules, accompagné de quatre roses d'argent aux quatre cantons de l'écu.                                                        |
|        | Vergezac D'or, à trois annelets d'azur 2 et 1. |
|        | Villaret D'or, à trois monts de gueules surmontés chacun d'une corneille de sable. |
|        | La Villate de Jonchères D'or, à la bande de sable, chargée de trois étoiles d'argent. |

### Y
| Blason | Nom de la famille, blasonnement et devise                                                        |
| ------ | ------------------------------------------------------------------------------------------------ |
|        | Ytier D'azur, à trois têtes de lion arrachées d'or, couronnées de même et lampassées de gueules. |

- Haut – A
- B
- C
- D
- E
- F
- G
- H
- I
- J
- K
- L
- M
- N
- O
- P
- Q
- R
- S
- T
- U
- V
- W
- X
- Y
- Z

## Pour approfondir